# Albaching
Albaching ist eine Gemeinde im oberbayerischen Landkreis Rosenheim. Die Gemeinde ist Mitglied der Verwaltungsgemeinschaft Pfaffing. Umgangssprachlich wird Albaching auch „Oibich“ ['ɔɪb̥ɪç] genannt.

## Geografie

### Geografische Lage
Albaching liegt im Alpenvorland rund 45 km östlich von München, 30 km südlich von Erding, 40 km südwestlich von Mühldorf am Inn, 12 km nordwestlich von Wasserburg am Inn, 38 km nördlich von Rosenheim und 13 km nordöstlich von Ebersberg. Die nächstgelegene Bahnstation befindet sich im 4 km entfernten Forsting, einem Ortsteil von Pfaffing. Die Bahnstrecke Grafing–Wasserburg – der sogenannte Filzenexpress – wird im Stundentakt von den Regionalzügen der Südostbayernbahn bedient. Durch die Buslinien 855 und 9409 bestehen Verbindungen nach Gars am Inn, Forsting, Steinhöring bzw. nach Dorfen, Haag in Oberbayern, Edling und Wasserburg am Inn.

### Gemeindegliederung
Albaching hat 35 Gemeindeteile (in Klammern ist der Siedlungstyp angegeben):
- Aign (Dorf)
- Albaching (Pfarrdorf)
- Baumgarten (Weiler)
- Berg (Dorf)
- Bergmeier (Einöde)
- Birkmaier (Einöde)
- Dieberg (Einöde)
- Fischberg (Einöde)
- Fuchsthal (Weiler)
- Furth (Weiler)
- Grasweg (Einöde)
- Gröben (Weiler)
- Großbrunn (Einöde)
- Harraß (Einöde)
- Kalteneck (Dorf)
- Kottersberg (Einöde)
- Kurzstett (Einöde)
- Leiten (Einöde)
- Mayrhof (Einöde)
- Moos (Einöde)
- Oberdieberg (Einöde)
- Oedenau (Weiler)
- Rappold (Einöde)
- Reitmair (Einöde)
- Schacha (Weiler)
- Scharfeneck (Einöde)
- Schönanger (Einöde)
- Steinweg (Einöde)
- Stetten (Dorf)
- Stettenmühle (Einöde)
- Stocka (Einöde)
- Stockamühle (Einöde)
- Thal (Weiler)
- Utzenbichl (Weiler)
- Zell (Dorf)

### Klima

Niederschlagsdiagramm

Der Jahresniederschlag liegt bei 1039 mm und ist damit vergleichsweise hoch, da er in das obere Viertel der in Deutschland erfassten Werte fällt. An 87 % der Messstationen des Deutschen Wetterdienstes werden niedrigere Werte registriert. Der trockenste Monat ist der Februar, die meisten Niederschläge fallen im Juni. Im Juni fallen 2,2 mal mehr Niederschläge als im Februar. Die jahreszeitlichen Schwankungen sind groß. An nur 7 % der Messstationen werden höhere jahreszeitliche Schwankungen registriert.

## Geschichte
Der Siedlungsname wurde im Jahr 808 als Alpicha (818 nochmals als Alpihha) erstmals dokumentiert. Im 12. Jahrhundert erscheinen die Schreibweisen Albichingen und Alchingen. Seit 1415 ist für das Pfarrdorf der Name Albaching gebräuchlich. Eine schlüssige Herleitung des Namens ist bisher nicht geglückt. Es könnte der Name des Flusses Albach zugrunde liegen, indogermanisch albh für weiß und althochdeutsch aha für Wasser, der aber noch im 19. Jahrhundert Mühlbach hieß und daher möglicherweise als Namensgeber ausscheidet. Eine weitere Theorie zieht den römischen Gentilnamen Albius als Namensgeber heran, was der Ansiedlung eine sehr frühe Entstehung testieren würde. Beide Vermutungen sind jedoch nicht wissenschaftlich abgesichert. 
Albaching gehörte seit jeher bis ins Jahr 1804 zur Freien Grafschaft Haag und war Sitz einer ihrer Ämter. Die Grafschaft wurde 1567 von den Wittelsbachern erworben, blieb aber eine, wenngleich bayrisch dominierte, „Freie, den bayrischen Kurlanden nicht eingegliederte Reichsgrafschaft“. Albaching wurde im Zuge der Verwaltungsreformen in Bayern 1818 eine selbständige politische Gemeinde.
Am 1. April 1971 wurden die Gemeinde Utzenbichl und Gebietsteile der aufgelösten Gemeinde Rosenberg eingegliedert. Am 1. Mai 1978 wurde die Gemeinde Albaching im Zuge der Gemeindegebietsreform aufgelöst und in die Gemeinde Pfaffing eingegliedert. Nach jahrelangem Widerstand und zahlreichen Verhandlungen erhielt Albaching am 1. Januar 1994 seine Selbständigkeit zurück und bildet seitdem eine Verwaltungsgemeinschaft mit der Gemeinde Pfaffing.

## Politik

### Gemeinderat
Der Gemeinderat hat 12 Mitglieder. Die Kommunalwahl am 15. März 2020 erbrachten folgendes Ergebnis:
| Parteien und Wählergemeinschaften | % 2020 | Sitze 2020 |
| --------------------------------- | ------ | ---------- |
| Gemeinsame Wählerliste Albaching  | 99,5   | 12         |
| Ohne Wahlvorschlag                | 0,5    | –          |
| Gesamt                            | 100,0  | 12         |
| Wahlbeteiligung in %              | 72,6   | 72,6       |

### Bürgermeister
Erster Bürgermeister ist seit der Bürgermeisterwahl 2020 Rudolf Schreyer. Er ist Nachfolger von Franz Sanftl, der nach zwei Amtsperioden nicht mehr zur Verfügung stand. Schreyer war davor 24 Jahre im Gemeinderat und zwölf Jahre zweiter Bürgermeister der Gemeinde. Schreyer wurde bei einer Wahlbeteiligung von 72,4 % mit 63,4 % der Stimmen gewählt.

## Wappen
|  | Blasonierung: „Gespalten; vorne schräg geteilt von Silber und Blau, überdeckt von drei, zwei zu eins gestellten, goldenen Kugeln, denen ein aufrechter goldener Bischofsstab unterlegt ist; hinten geteilt, oben in Rot ein silbernes springendes Pferd mit Zaum, unten in Rot ein silberner Pfahl.“ |
|  | |

Bedeutung der Symbole: Der Bischofsstab und die drei goldenen Kugeln sind Attribute des heiligen Nikolaus und verweisen auf den Schutzpatron der Pfarrei und des Ortes Albaching. Das silberne springende Pferd im roten Feld, ursprünglich das heraldische Zeichen der Gurren von Haag, dann ihrer Nachfolger, der Fraunberger, symbolisiert die historische Zugehörigkeit zur Reichsgrafschaft Haag. Der Amtsbezirk Albaching umfasste ein Viertel der Grafschaft Haag. Der weiße Pfahl in Rot ist das Herrschaftswappen der Fraunberger, deren Stammsitz Fraunberg bei St. Christoph im früheren Amtsbezirk Albaching lag. Die Farben Rot und Silber stehen allgemein für die Grafschaft Haag, zu der Albaching von etwa 1200 bis 1804 gehörte. Nach dem Aussterben der Fraunberger 1566 fiel die Grafschaft Haag an die Wittelsbacher. An die wittelsbachisch-bayerische Landesherrschaft erinnern die Farben Weiß und Blau. (Quelle: Chronik Albaching)

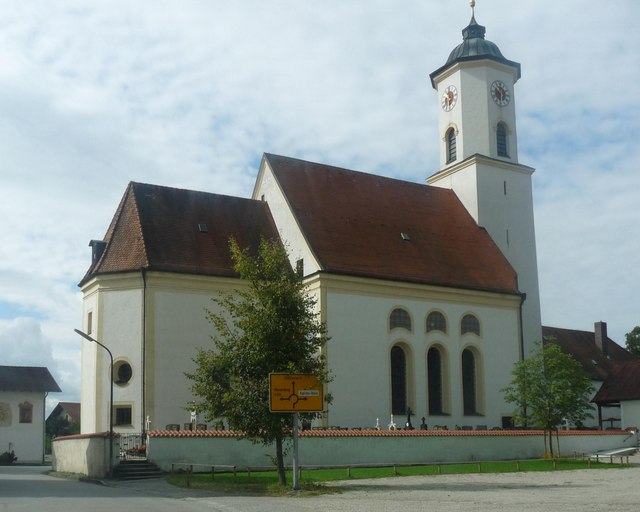
Pfarrkirche St. Nikolaus

## Persönlichkeiten
- Sebastian Hofmüller (1855–1923), Opernsänger
- Franziska Preuß (* 1994), Biathletin, in Albaching aufgewachsen